# لانش بوكس (مسلسل)
لانش بوكس هو مسلسل كوميدي مصري وهو النسخة المصرية من المسلسل الأمريكي فتيات صالحات (Good Girls). من بطولة الفنانة غادة عادل، تم إنتاجه وعرضه في الموسم الرمضاني لعام 2024، وذلك بإخراج هشام الرشيدي، وتأليف عمرو مدحت، وإنتاج شركة S Productions العالمية (سالي والي).

## قصة المسلسل
تدور قصة مسلسل لانش بوكس في إطار من الدراما والكوميديا لقصة حياة ثلاث نساء من أرباب البيوت، حيث تسعى كل واحدة منهن إلى الخروج من فيض المشكلات التي وقعن بها، وفجأة يجدن أنفسهن قد تحولن إلى عصابة متمرسة، تمارس الكثير من الأعمال الإجرامية في سبيل الحفاظ على الهدوء والاستقرار وأمن عائلاتهن.

## أبطال المسلسل
شارك في المسلسل العديد من الأبطال ونجوم السينما المصريين، ومنهم:
- غادة عادل.
- جميلة عوض.
- فدوى عابد.
- شاهين.
- أحمد وفيق.
- هشام إسماعيل.
- صدقي صخر.
- أسامة أبو العطا.
- عمرو رمزي.
- ساندي مراد.
- أحمد الشامي.
- علي السع.
- مي القاضي.
- أحمد أسامة.
- محمد الإمام.
- حليم الجندي.